# Splendens ceptigera
Splendens ceptigera (Gobernadora esplendorosa) es una canción polifónica medieval. Se encuentra recogida en los folios 21v-22 del Llibre Vermell de Montserrat, uno de los manuscritos medievales más antiguos conservados que contienen música de la época.

## Descripción

### Estructura y análisis
La pieza presenta la forma de una caça o canon medieval a tres voces. En comparación con O Virgo splendens, las piezas anapésticas Laudemus virginem y Splendens ceptigera son cánones tan elementales que un huésped que pasa una sola noche sería capaz de aprenderse tanto el texto como la música de ambas. La concepción canónica de estas obras es tan sencilla que incluso cuando se cantan a tres voces, solo se escuchan dos notas a la vez. Estas composiciones están concebidas no como piezas artísticas sino más bien como material con fines pedagógicos, puesto que cualquier persona sin instrucción musical puede cantarlas.

### Notación
La notación empleada para copiar esta obra en el manuscrito es la notación mensural típica que especifica un compás concreto, al igual que el resto de piezas. La excepción es O Virgo splendens que está copiada en la notación cuadrada típica del gregoriano, que era la única adecuada para expresar el ritmo libre que requiere la música de este canon.

## Letra
Caça de duobus vel tribus:

Splendens ceptigera 

Nostris sis advocata 

Virgo puerpera. 

Tundentes pectora 

Crimina confitentes 

Simus altissimo.

## Discografía selecta
- 1978 – Llibre Vermell de Montserrat, siglo XIV. Hesperion XX, Jordi Savall (EMI Reflexe 45 641).
- 1992 – Llibre Vermell, pilgrim songs & dances. New London Consort, Philip Pickett (L'Oiseau-lyre 433 186)
- 1993 – Llibre Vermell. Ensemble Anonymus, Claude Bernatchez (Analekta 28001)
- 1994 – Llibre Vermell de Montserrat, cantigas de Santa Maria. Alla Francesca
- 1998 – Secular music c.1300. Studio der frühen Musik, Thomas Binkley (Teldec 3984-21709-2)
- 1998 – The Black Madonna: Pilgrim Songs from the Monastery of Montserrat (1400-1420). Ensemble Unicorn, Michael Posch (Naxos 8.554256)
- 2001 – Llibre Vermell de Montserrat. Ensemble Micrologus (Discant 1008)
- 2002 – Llibre Vermell. Capella de Ministrers, Carles Magraner (Licanus CDM 0201)
- 2007 – Llibre Vermell. Millenarium et al., Christophe Deslignes (Ricercar 260)
- 2008 – Llibre Vermell. Choeur de Chambre de Namur.

### Versiones
Además de la selección de grabaciones del Llibre Vermell citadas, se han llevado a cabo versiones tanto por parte de intérpretes clásicos así como músicos pertenecientes a otros géneros musicales. Así pues, la pieza ha sido interpretada y/o grabada, entre otros, por los siguientes grupos musicales:
- 1997 – Stella splendens. Gothart
- 2002 – Llibre Vermell. Companyia Elèctrica Dharma